# Даниил Паломник

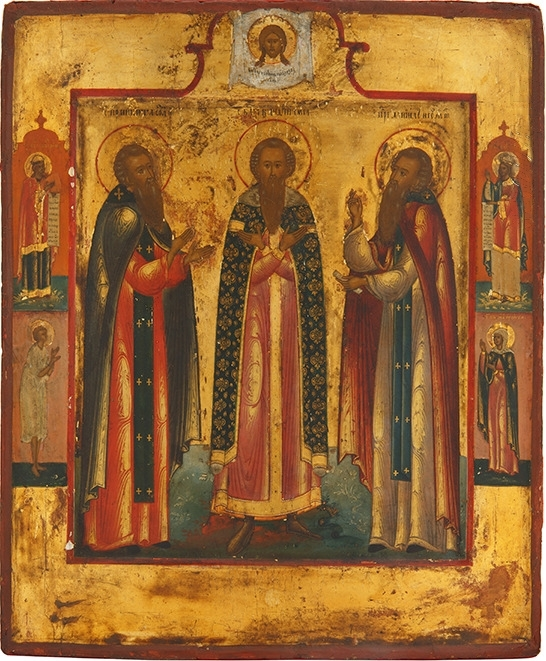
Святой Андрей Смоленский (в центре), Даниил Паломник (справа) и преподобный Никита Мидикийский (слева), XVIII в.

Игумен Дании́л, или Дании́л Пало́мник — православный монах, священник, первый русский паломник, оставивший описание Святой земли.
Игумен Даниил совершил паломничество в Святую землю в 1104—1106 годах. Он описал своё путешествие в книге «Житие и хождение игумена Даниила из Русской земли», которая стала древнейшим из русских описаний паломничества в Святую землю и образцом для последующих описаний, а также является одним из наиболее заметных произведений древнерусской литературы в целом. «Хождение…» было очень популярным на Руси, сохранилось более 150 его списков.
О жизни самого игумена Даниила известно очень мало. Вероятнее всего, он постригся в монахи в Киево-Печерском монастыре. Общепринято, что он был клириком Черниговской земли. Кроме того, Николай Карамзин высказал гипотезу, что после окончания паломничества «сей путешественник мог быть Юрьевским епископом Даниилом, поставленным в 1113 году» и умершим 9 сентября 1122 года.